# Heteropterys pannosa
Heteropterys pannosa är en tvåhjärtbladig växtart som beskrevs av August Heinrich Rudolf Grisebach. Heteropterys pannosa ingår i släktet Heteropterys och familjen Malpighiaceae. Inga underarter finns listade i Catalogue of Life.